# Бон-Сусесу (Минас-Жерайс)
Бон-Сусесу (порт. Bom Sucesso) — муниципалитет в Бразилии, входит в штат Минас-Жерайс. Составная часть мезорегиона Запад штата Минас-Жерайс. Входит в экономико-статистический микрорегион Оливейра. Население составляет 17 502 человека на 2006 год. Занимает площадь 706,192 км². Плотность населения — 24,8 чел./км². День города — 8 сентября.

## История
Город основан 8 сентября 1736 года. 

## Статистика
- Валовой внутренний продукт на 2003 год составляет 67 084 022,00 реалов (данные: Бразильский институт географии и статистики).
- Валовой внутренний продукт на душу населения на 2003 год составляет 3877,47 реалов (данные: Бразильский институт географии и статистики).
- Индекс развития человеческого потенциала на 2000 год составляет 0,754 (данные: Программа развития ООН).

## География
Климат местности: горный тропический. В соответствии с классификацией Кёппена, климат относится к категории Cwa.